# Franciszek Borówka-Borowiecki
Franciszek Borówka-Borowiecki (ur. 17 września 1868 w Niwkach, zm. 6 maja 1962 w Lublinie) – polski lutnik.

## Życiorys
Od siódmego roku życia uczył się gry na skrzypcach, a potem też na wiolonczeli. Buł lutnikiem samoukiem. W 1901 zbudował swoje pierwsze skrzypce w Zawierciu. Instrument ten oglądał Stanisław Barcewicz i ocenił go bardzo wysoko. Z czasem wyspecjalizował się w renowacji starych, w tym włoskich, instrumentów i od 1909 prowadził własną pracownię lutniczą w Częstochowie. Na częstochowskiej Wystawie Przemysłowej zdobył brązowy medal. Następnie przeprowadził się do Lublina i tam działał do końca życia. Tworzył instrumenty dla takich lutników jak bracia Kruźnińscy, M. Kanich i Józef Rymwid-Mickiewicz. Zarzucił proceder kopiowania wzorów włoskich i stworzył własny model oparty na konwencji Stradivariusa. W miejsce ślimaka wprowadzał częstokroć rzeźbione główki. Używał lakiery w odcieniach od bursztynowego do ciemnowiśniowego.

## Osiągnięcia
Eksponował swe instrumenty na licznych wystawach, w tym odnosił sukcesy:
- Powszechna Wystawa Krajowa (1929): dwa złote medale za skrzypce i wiolonczelę,
- Ogólnopolski Konkurs Instrumentów Smyczkowych w Krakowie (1936): I nagroda i Wielki Medal za kwartet, I nagroda za skrzypce,
- Międzynarodowy Konkurs im. Królowej Elżbiety w Liège (1954)[1].

Zbudował ponad sto skrzypiec, po piętnaście altówek i wiolonczel, a także dwa kontrabasy. Był jednym z członków założycieli Związku Polskich Artystów Lutników.